# Флаг Актанышского района
Флаг Актаны́шского муниципального района Республики Татарстан Российской Федерации — опознавательно-правовой знак, служащий официальным символом муниципального образования.

## Описание
«Флаг Актанышского района представляет собой прямоугольное полотнище с отношением ширины к длине 2:3, разделённое по горизонтали линиями, изогнутыми в виде чешуи, на три полосы — голубую (габаритная ширина — 5/16 ширины полотнища), белую (ширина 1/9 ширины полотнища) и зелёную; на голубой полосе воспроизведено жёлтое солнце между двух белых чаек, на зелёной полосе — жёлтый сноп колосьев».

## Обоснование символики
Флаг разработан на основе герба Актанышского района, который языком символов и аллегорий отражает географические и экономические особенности региона.
Восходящее солнце символизирует местоположение района — он занимает восточную оконечность Республики Татарстан. Местные жители первыми встречают рассвет. Солнце — традиционный символ долголетия, активности, силы, трудолюбия.
Две чайки и белая волнистая полоса указывают на особую роль водных ресурсов — большая часть границ района проходит по течению рек Белой, Ик, Сюнь, Нижнекамского водохранилища. Белый цвет (серебро) — символ чистоты, совершенства, мира и взаимопонимания.
Хозяйственная жизнь района отражена на флаге снопом о двенадцати колосьях. Основа экономики района — сельское хозяйство. Здесь не только выращивают многочисленные виды пищевых и технических культур, но и развиты предприятия переработки. Двенадцать колосьев — 12 месяцев года, аллегорически указывают на полный годовой сельскохозяйственный цикл. Колосьями также показаны сельские округа, объединённые территорией одного района. Сноп — традиционный символ плодородия, дружбы, общности интересов, стойкости.
Жёлтый цвет (золото) — символ урожая, богатства, стабильности, уважения.
Зелёный цвет — символ здоровья, природы, жизненного роста.
Голубой цвет — символ чести, благородства, духовности.